# キエロ・アマールテ
『キエロ・アマールテ』（原題: Quiero Amarte）は、メキシコのテレビドラマ。ラス・エストレージャスで2013年10月21日から2014年6月1日まで放送された。

## 登場人物
アマヤ・セラノ・マルティネス / フロレンシーア・マルティネス・デ・セラノ
演：カリーメ・ロザノ
マキシミリアーノ・モンテシノス・ウガルテ
演：クリスティアン・デ・ラ・フエンテ
ルクレシア・ウガルテ・デ・モンテシノス
演：>ダイアナ・ブラチョー
セサル・モンテシノス・ウガルテ
演：フラビオ・メディナ
フリアナ・モンテシノス・カルモナ・ビウダ・デ・フェレッティ
演：アレハンドラ・バロス
コンスタンツァ・オラサバル
演：アドリアナ・ルービエ
マウロ・モンテシノス
演：ホセ・エリアス・モレノ